# NGC 2918
NGC 2918 is een elliptisch sterrenstelsel in het sterrenbeeld Leeuw. Het hemelobject werd op 13 maart 1785 ontdekt door de Duits-Britse astronoom William Herschel.

## Synoniemen
- UGC 5112
- MCG 5-23-19
- ZWG 152.32
- PGC 27282